# Cheeta
Pour les articles ayant des titres homophones, voir Cheetah, Chita et Tchita.

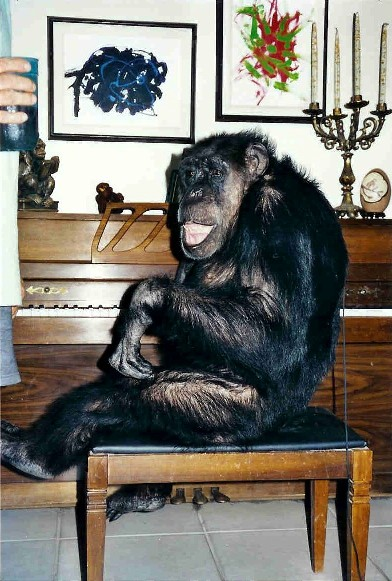
Portrait de « Cheeta » (Jiggs IV) en 2004.

Inextricablement associé à Tarzan dans l'esprit du public, le personnage du chimpanzé Cheeta n'est cependant jamais apparu dans aucun des romans originaux de Tarzan d'Edgar Rice Burroughs, et seuls les derniers livres montrent Tarzan avec un compagnon singe appelé N'kima. Ce sont les adaptations filmées qui ont introduit le personnage de Cheeta. Plusieurs singes, aujourd'hui tous morts, ont été utilisés pour l'interpréter.

## Liste des singes ayant interprété Cheeta

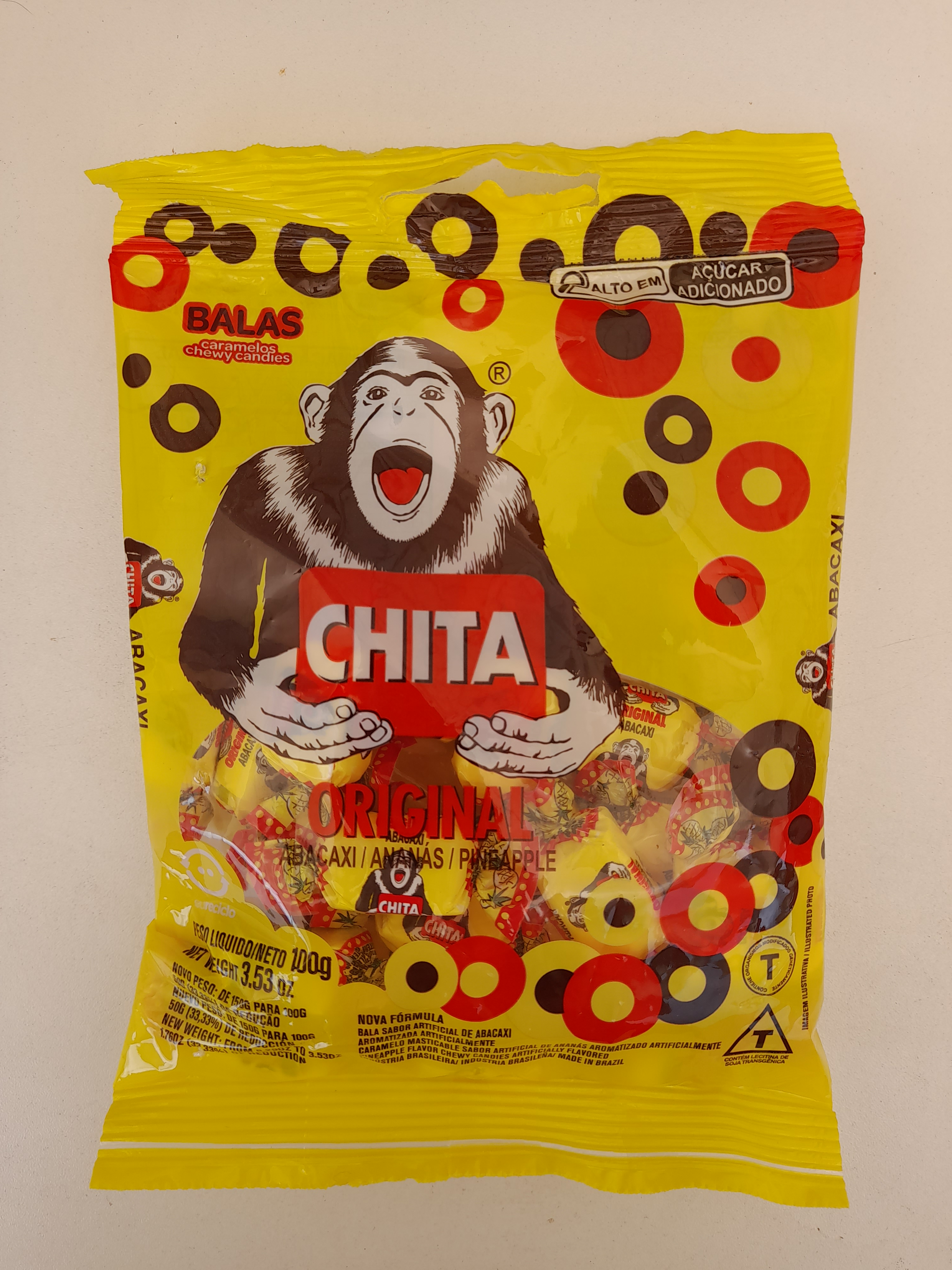
Brazilian candy

Le personnage de Cheeta a été interprété par plusieurs animaux pour un même film, parfois plus d'une douzaine selon le journaliste R. D. Rosen, en fonction des compétences requises par les scènes.
Parmi les interprètes notables, réels ou prétendus, de Cheeta au cinéma on trouve :
- Jiggs (voir infra)
- David Holt, acteur américain qui réalisa la doublure dans Tarzan l'intrépide (1933)[2] (non crédité au générique)
- Jiggs Jr (également appelé Jiggs II), chimpanzé mâle né en 1935 dressé par Tony et Jacqueline Gentry[3], supposé être apparu dans de nombreuses adaptations de Tarzan et d'autres films[4].
- C.J., un Orang-outan mâle qui a joué le rôle de Cheeta dans le remake Tarzan, l'homme singe et, de manière plus célèbre, le rôle de Clyde dans un film de 1978 avec Clint Eastwood, Doux, Dur et Dingue[5].

## Jiggs, le prétendu Cheeta de Tarzan
Un chimpanzé mâle (prétendument né quelques mois avant le 9 avril 1932 - mort le 24 décembre 2011), dont le vrai nom est Jiggs, a été présenté comme étant apparu dans de nombreux anciens films et émissions de télévision, et notamment dans des films de Hollywood des années 1930 et 1940 mettant en scène le personnage de Tarzan. Ce singe a même été considéré comme le plus vieux singe qui ait jamais existé avec un âge attribué de 77 ans en 2009. Le journaliste R.D. Rosen, dans un article du Washington Post, a établi le véritable âge de cet animal né vers 1960, et qui n'aurait en fait jamais joué dans aucun film.
Ainsi, la première apparition de cet animal, qui aurait eu lieu dans le deuxième film Tarzan avec Johnny Weissmuller et Maureen O'Sullivan, Tarzan et sa compagne et son identification comme le Cheeta qui est aussi apparu dans L'Extravagant docteur Dolittle (1967) avec Rex Harrison, ne seraient donc que des supercheries.
Cheeta, alias Jiggs, qui aurait atteint le record du chimpanzé le plus âgé connu, 79 ans en 2011, n'aurait donc en réalité qu'un peu plus de cinquante ans, ce qui représente malgré tout un âge fort avancé pour un chimpanzé. Il est mort le 24 décembre 2011 au Suncoast Primate Sanctuary, Palm Harbor, Floride, à la suite de problèmes rénaux,.

## En littérature
- James Lever, Moi, Cheeta : une autobiographie hollywoodienne, Le Nouvel Attila, 2015.